# Zone de secours Hesbaye
(nl) Hulpverleningszone Hesbaye
La zone de secours Hesbaye est l'une des 34 zones de secours de Belgique et l'une des 6 zones de la province de Liège.
Elle tient son nom de la région naturelle de la Hesbaye.
Elle a pour particularité de ne compter que 2 casernes (Hannut et Waremme), ce qui en fait la zone avec le moins de casernes des 34 zones de secours, comme la zone de secours HEMECO.

## Caractéristiques

### Communes protégées

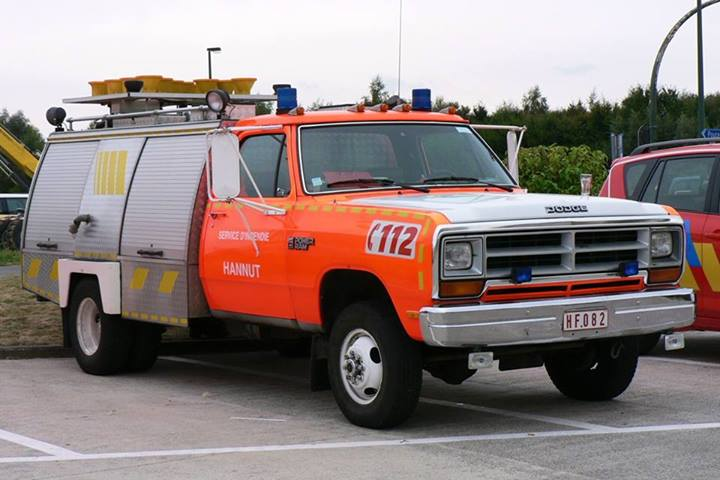
Ancienne Autopompe de première intervention de la caserne de Hannut, sur châssis Dodge.

La zone de secours Hesbaye couvre les 13 communes suivantes:
Berloz, Braives, Burdinne, Donceel, Faimes, Geer, Hannut, Lincent, Oreye, Remicourt, Verlaine, Waremme et Wasseiges.

## Casernes

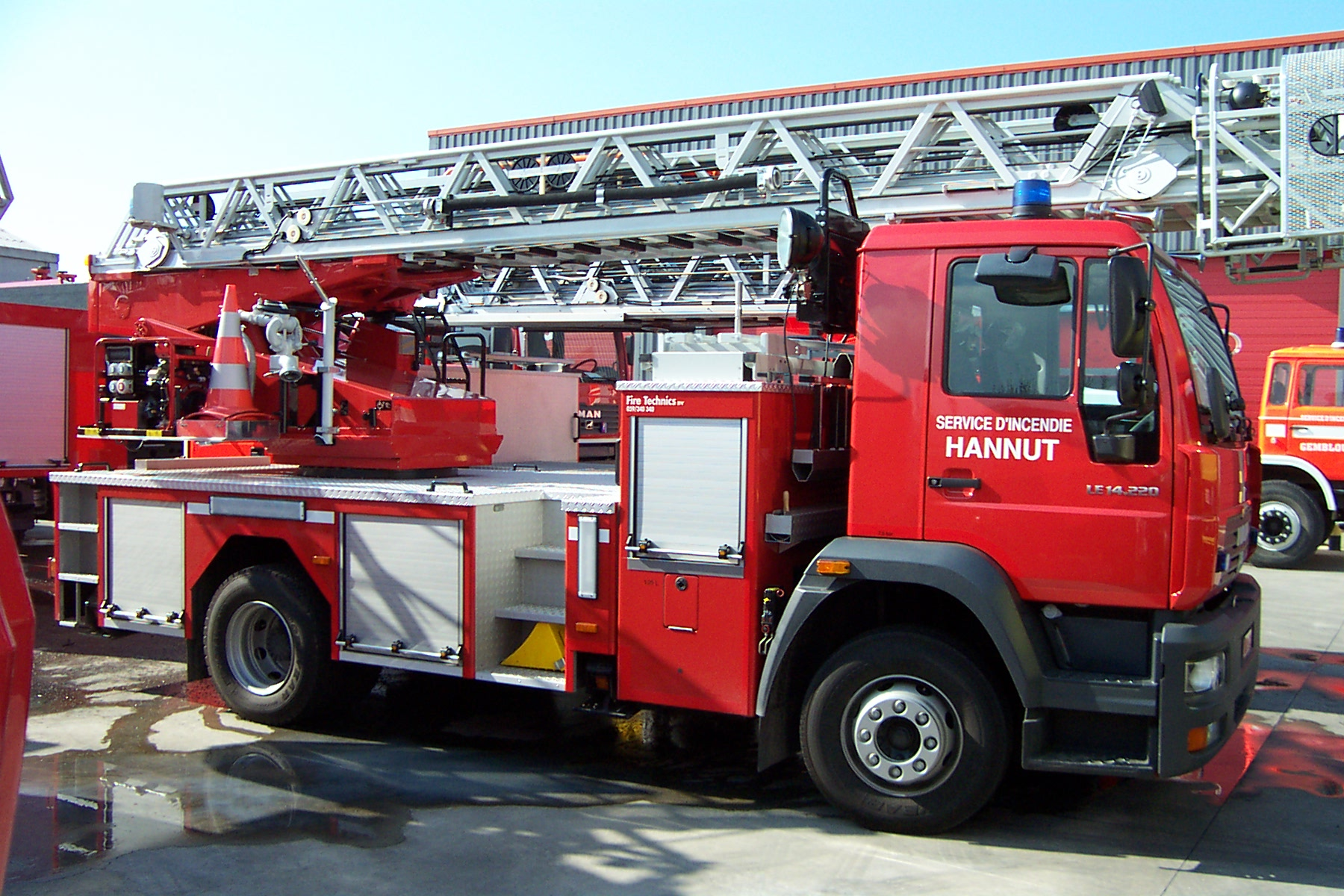
Auto-échelle de la caserne de Hannut.

Voir aussi: Liste des services d'incendie belges
La zone Hesbaye est constituée des 2 casernes suivantes:
Hannut et Waremme.

### Textes de loi
- Loi du 15 mai 2007 concernant la réforme de la sécurité civile belge[4].